# I racconti di Parvana - The Breadwinner
I racconti di Parvana - The Breadwinner (The Breadwinner), conosciuto anche come Sotto il burqa, è un film d'animazione del 2017 diretto da Nora Twomey.
Basato sul romanzo Sotto il burqa di Deborah Ellis (che ha anche co-scritto la sceneggiatura assieme ad Anita Doron), è frutto di una co-produzione internazionale tra Canada, Irlanda e Lussemburgo ed è stato distribuito in tutto il mondo il 17 novembre 2017, dopo essere stato presentato in anteprima al Toronto International Film Festival nel settembre 2017.

## Trama
Parvana è una ragazzina di 11 anni che vive a Kabul in un Afghanistan controllato dai talebani, con il padre Nurullah, la madre Fattema, sua sorella maggiore Soraya di 18 anni e suo fratello minore Zaki di 2. Un giorno suo padre viene ingiustamente arrestato dai soldati, dopo aver insultato e mentito al suo ex allievo e ora talebano Idrees, che lo ha denunciato come nemico dell'Islam.
La famiglia rimasta senza una figura maschile (anni prima c'era Sulayman, il fratello maggiore di Parvana, ma ora è morto), è destinata a morire di fame, ma Parvana, dopo aver provato a liberare Nurullah insieme alla madre (fatto che ha portato sua madre a farsi scoprire con il burqa e senza suo marito, e picchiata), e a comprare qualcosa al mercato senza successo, perché lei non può comprare niente come ragazza, decide di farsi tagliare i capelli e vestirsi da ragazzo con gli abiti di suo fratello Sulayman in modo che possa lavorare e sostenere la sua famiglia.
La piccola si fa passare ora per suo cugino Aatish, prendendo l'attività del padre al mercato come venditore e/o lettore e scrittore di lettere (perché in città molti sono analfabeti), durante il suo primo giorno fuori come ragazzo, Parvana incontra una sua vecchia compagna di scuola Shauzia, travestita anche lei da ragazzo, e le due iniziano da lì a lavorare insieme sempre più spesso. Durante il suo lavoro al mercato Parvana fa amicizia con Razaq, un soldato dei talebani, ma molto gentile, il quale permette alla ragazzina travestita di insegnargli a scrivere e riconoscere le lettere che compongono il nome della sua moglie morta.
Durante gli eventi delle triste realtà che la circonda, Parvana trova conforto nel raccontare a chi le sta attorno, la storia di un ragazzo che viveva in un villaggio, che venne derubato da dei mostri, comandati da un demone chiamato il re elefante, dei semi della frutta e verdura del raccolto; nella storia il ragazzo iniziò a viaggiare per trovare un modo per sconfiggere l'elefante e salvare il suo popolo, continuando a essere inseguito da qualcosa di misterioso e minaccioso, quando trovò quindi un'anziana maga che gli consigliò di trovare tre cose: un oggetto che risplenda, uno che intrappola e uno che calma. Il ragazzo trovò due di queste cose in uno specchio e in una rete quindi, giunto di fronte al demone, riesce a placarlo raccontandogli la tragica storia di Sulayman, il fratello di Parvana, che così supera a sua volta coraggiosamente la sua prova. Grazie a Razaq, che rischia la vita per lei, tira fuori dalla prigione il padre e può ritornare verso casa, dove anche il resto della famiglia, grazie a un altro atto coraggioso della madre, sta tornando dopo essere sfuggita alle prepotenze dei parenti che erano accorsi a prelevarle e che rappresentavano un'illusoria fuga dalla miseria e dall'oscurantismo in cui erano ingabbiate a Kabul.

## Accoglienza

### Incassi
Il film ha guadagnato 312381 dollari negli Stati Uniti ed in Canada, di cui 17395 nel weekend d'apertura.
Il sito aggregatore Rotten Tomatoes riporta una percentuale di gradimento della critica del 92%, basato su 48 recensioni, con un voto medio di 7.5/10. Il consenso recita: «Le straordinarie immagini di The Breadwinner sono accompagnate da una storia che osa confrontarsi con problemi realistici della vita reale con onestà insolita e ricca di gratificazioni». Su Metacritic, ha un punteggio normalizzato di 76/100, anch'esso basato su 20 recensioni, indicante "pareri generalmente favorevoli".
Kenneth Turan del Los Angeles Times ha ben accolto il film, scrivendo: «…The Breadwinner ci ricorda ancora una volta che il meglio dell'animazione ci porta ovunque e in qualsiasi momento e ci fa credere». Vanessa H. Larson del The Washington Post gli assegna tre stelle e mezzo su quattro, lodando la qualità tecnica ma avendo delle riserve sullo sviluppo della storia, a volte difficile da seguire.

## Riconoscimenti
- 2018 – Annie Award
  - Miglior film d'animazione indipendente[20]
  - Candidatura per Miglior character design in un film d'animazione a Reza Riahi, Louise Bagnall e Alice Dieudonné
  - Candidatura per Miglior regia in un film d'animazione a Nora Twomey
  - Candidatura per Miglior colonna sonora in un film d'animazione a Mychael Danna e Jeff Danna
  - Candidatura per Miglior scenografia in un film d'animazione a Ciaran Duffy, Julien Regnard e Daby Zainab Faidhi
  - Candidatura per Miglior storyboarding in un film d'animazione a Julien Regnard
  - Candidatura per Miglior voce in un film d'animazione a Julien Regnard e Laara Sadiq
  - Candidatura per Miglior sceneggiatura in un film d'animazione a Anita Doron
  - Candidatura per Miglior montaggio in un film d'animazione a Darragh Byrne
- 2018 – Premio Oscar[21]
  - Candidatura per il miglior film d'animazione
- 2018 – Golden Globe[22]
  - Candidatura per il miglior film d'animazione
- 2018 – Festival international du film d'animation d'Annecy[23]
  - "Prix du public/Première"
  - "Prix du jury"